# Clara Fey
Blahoslavená Clara Fey (11. dubna 1815 Cáchy – 8. května 1894 Simpelveld) byla německá římskokatolická řeholnice a zakladatelka kongregace Sester chudého Dítěte Ježíše. Katolická církev ji uctívá jako blahoslavenou.

## Život
Narodila se 11. dubna 1815 v Cáchách jako čtvrté z pěti dětí Louise a Katherine Feyových. Její otec byl bohatý textilní průmyslník. Její rodina byla hluboce věřící. Její bratr, který byl knězem, se seznámil a spolupracoval s blahoslavenou Pauline von Mallinckrodt a blahoslavenou Franziskou Schervier. Otec zemřel na cévní mozkovou příhodu, když jí bylo pět let. Už v dětství a mládí se zajímala o chudé v jejím městě.
Roku 1835 začala číst práce svaté Terezie od Ježíše a oslovila ji karmelitánská spiritualita. O dva roky později založila spolu s několika dalšími stejně smýšlejícími přáteli školu pro chudé v Cáchách. Roku 1841 začala na doporučení svého duchovního učitele studovat práce svatého Františka Saleského. Dne 2. února 1844 založila ve svém městě kongregaci Sester chudého Dítěte Ježíše. Tato kongregace, založená na Řeholi sv. Augustina, měla za úkol vzdělávat chudé lidi. Clara se stala její první představenou. Dne 28. ledna 1848 získala diecézní schválení a roku 1850 složila řeholní sliby. Dne 11. července 1862 získala kongregace papežské schválení. Roku 1875 vypukla v Německu protikatolická propaganda, a proto byly sestry nuceny odejít do nizozemského Simpelveldu. Dne 15. června 1888 získaly úplné schválení Svatého stolce.
Zemřela 8. května 1894 v Simpelveldu.

## Proces blahořečení
Proces blahořečení byl zahájen roku 1916 v diecézi Roermond. Dne 14. května 1991 uznal papež sv. Jan Pavel II. její hrdinské ctnosti. Dne 4. května 2017 uznal papež František zázrak na její přímluvu. Blahořečena byla 5. května 2018.